# Sphiggurus pruinosus
Espèce
Statut de conservation UICN

 LC  : Préoccupation mineure
Sphiggurus pruinosus est une espèce qui fait partie des rongeurs de la famille des Erethizontidae appelés porcs-épics préhensiles. On rencontre ce porc-épic en Colombie, au Venezuela et en Bolivie. Ce sont des animaux terrestres arboricoles que l'on rencontre dans les forêts humides, et, en altitude, dans les forêts de nuages. l'espèce est localement menacée par la déforestation de son habitat. 
Cette espèce a été décrite pour la première fois en 1905 par le zoologiste britannique Michael Rogers Oldfield Thomas (1858-1929). 